# Света Петка (Требичино)
Вижте пояснителната страница за други значения на Света Петка.
„Света Петка“ или „Света Параскева“ (на македонска литературна норма: „Света Петка“) е възрожденска православна църква в струмишкото село Требичино, Северна Македония. Част е от Струмишката епархия на Македонската православна църква – Охридска архиепископия.

## История
Храмът е разположен в центъра на селото. Изграден е в 1875 година.

## Архитектура
Църквата е еднокорабна сграда, покрита с полуцилиндричен свод. Апсидата на изток е единична, неразчленена и без декорация. На западната фасада има кръгла мандорла. Над апсидата на изток е поставен прозорец от каменна пластика, съставен от централен по-голям окулус, към който от горната и от долната страна са свързани два по-малки кръгли отвора.

## Иконопис
В църквата има запазени ценни възрожденски стенописи и е обявена за паметник на културата. В началото на XXI век стенописите са консервирани.